# Écologie libérale
Cet article concerne le parti politique suisse. Pour l'idéologie, voir Libéralisme vert.
Ne doit pas être confondu avec Vert'libéraux ou Les Verts (Suisse).

Logotype d'Écologie libérale

Écologie libérale est un mouvement écologiste de droite, fondé en 2003 en Suisse romande.

## Histoire du mouvement
Selon sa cofondatrice et première présidente, Isabelle Chevalley, ce mouvement s'était formé au printemps 2003 pour soutenir l'initiative « Sortir du nucléaire ». Plusieurs personnalités issues de différents partis bourgeois avaient alors exprimé le souhait de poursuivre cette action de défense de l'environnement avec une approche de droite.
Ce mouvement exprime une opinion très favorable à la défense de l'environnement et se groupe pour mener des actions dans cette optique, tout en défendant une approche libérale de l'économie et de la société. Écologie libérale vise aussi à sensibiliser les autres élus de droite à la protection de l'environnement.
Le nom du mouvement ne doit pas faire croire qu'il s'agit d'un groupe appartenant au Parti libéral. Les membres sont issus de tous les partis de droite, c'est-à-dire du PDC, du Parti radical, du Parti libéral et de l'UDC. Il y a aussi des membres indépendants.
Écologie libérale est parfois comparé au mouvement né à Zurich nommé les Vert'libéraux. Bien que les idéologies de ces deux groupes soient les mêmes, ce sont deux institutions différentes. En effet, les Vert'libéraux sont un parti. Leur manière de défendre leurs idées est donc de présenter des candidats aux élections, pour que ceux-ci puissent ensuite appliquer la politique en laquelle ils croient dans les parlements et les gouvernements. Écologie libérale, au contraire, est un mouvement. La présidente le qualifie parfois de think tank. Écologie libérale ne présente donc pas de candidats aux élections (à l'exception notable des élections fédérales de 2007, voir ci-dessous) et se contente de faire de l'information, de la sensibilisation et des propositions.
Le mouvement a présenté une liste pour les élections fédérales de l'automne 2007 dans les cantons de Neuchâtel, Vaud et Valais, mais aucun de ses candidats n'a été élu. Écologie libérale a obtenu 3,7 % des suffrages dans le canton de Vaud, 1,6 % dans le canton de Neuchâtel et 1 % en Valais.

## Quelques membres notables
- Murat Julian Alder, membre de l'Assemblée Constituante genevoise, PRD
- Luc Barthassat, Conseiller national, PDC
- Philippe Bauer, député au Grand conseil neuchâtelois, PLR
- Thomas Büchi, membre de l'Assemblée Constituante genevoise, PRD
- Martin Chevallaz, ancien député au Grand conseil vaudois, PBD
- Isabelle Chevalley, députée au Grand conseil vaudois (2008-2012), PVL
- Régis Courdesse, député au Grand conseil vaudois (2002-2012), PVL
- Narcisse Crettenand, député au Grand conseil valaisan (2005-2013), PLR
- Fabienne Despot, députée au Grand conseil vaudois (2007-2012), UDC
- Max Graf, Municipal à Cully depuis 2006, indépendant
- Pierre Kohler, Maire de Delémont depuis 2009, PDC
- Pierre Maudet, Municipal à Genève, PRD
- Philippe Receveur, membre du Gouvernement du Canton du Jura, ministre de l'Environnement et de l'Equipement, PDC
- Eliane Rey, PLR

- Claire Richard, Municipale à Chigny, PLR